# Лукаш Трефіл
Лукаш Трефіл  (чеськ. Lukáš Trefil, 21 вересня 1988) — чеський веслувальник, олімпійський медаліст, чемпіон світу, дворазовий чемпіон Європи.

## Виступи на Олімпіадах
| Олімпіада   | Дисципліна        | Місце |
| ----------- | ----------------- | ----- |
| Лондон 2012 | байдарки-четвірки | 3     |
| Ріо 2016    | байдарки-четвірки | 3     |

## Зовнішні посилання
- Досьє на sport.references.com [Архівовано 6 червня 2014 у Wayback Machine.]